# Escopette (arme à feu)
Pour les articles homonymes, voir Escopette.
L’escopette  (de l'italien schioppetto) est un fusil qu'on porte en bandoulière et qui a la forme d'une arquebuse. Elle fut utilisée par la cavalerie française de Charles VIII à Louis XIII.

## Galerie d'images

Différents types d'escopette
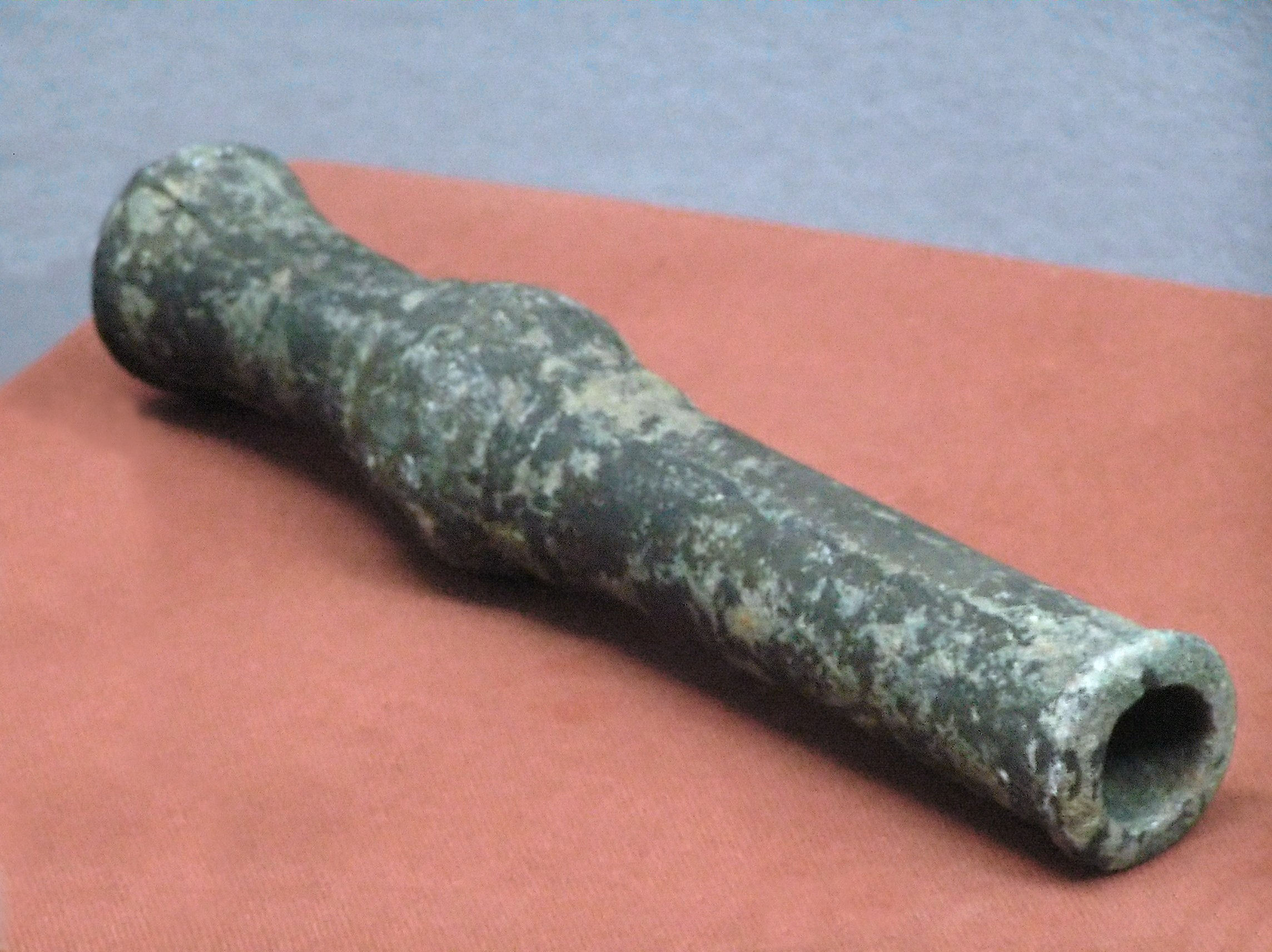
Escopette chinoise de la dynastie Yuan (1271-1368).
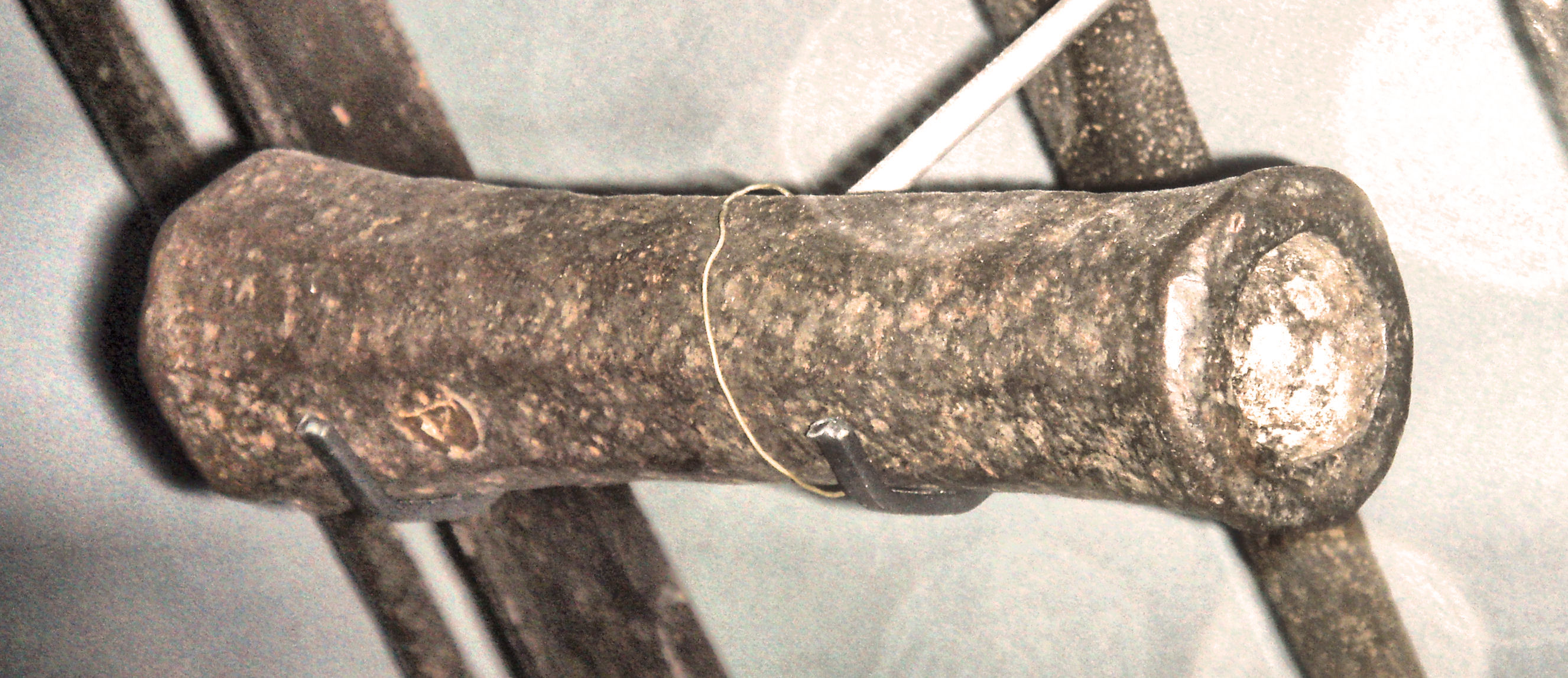
Escopette européenne datée de 1380 (musée de l'Armée, Paris).
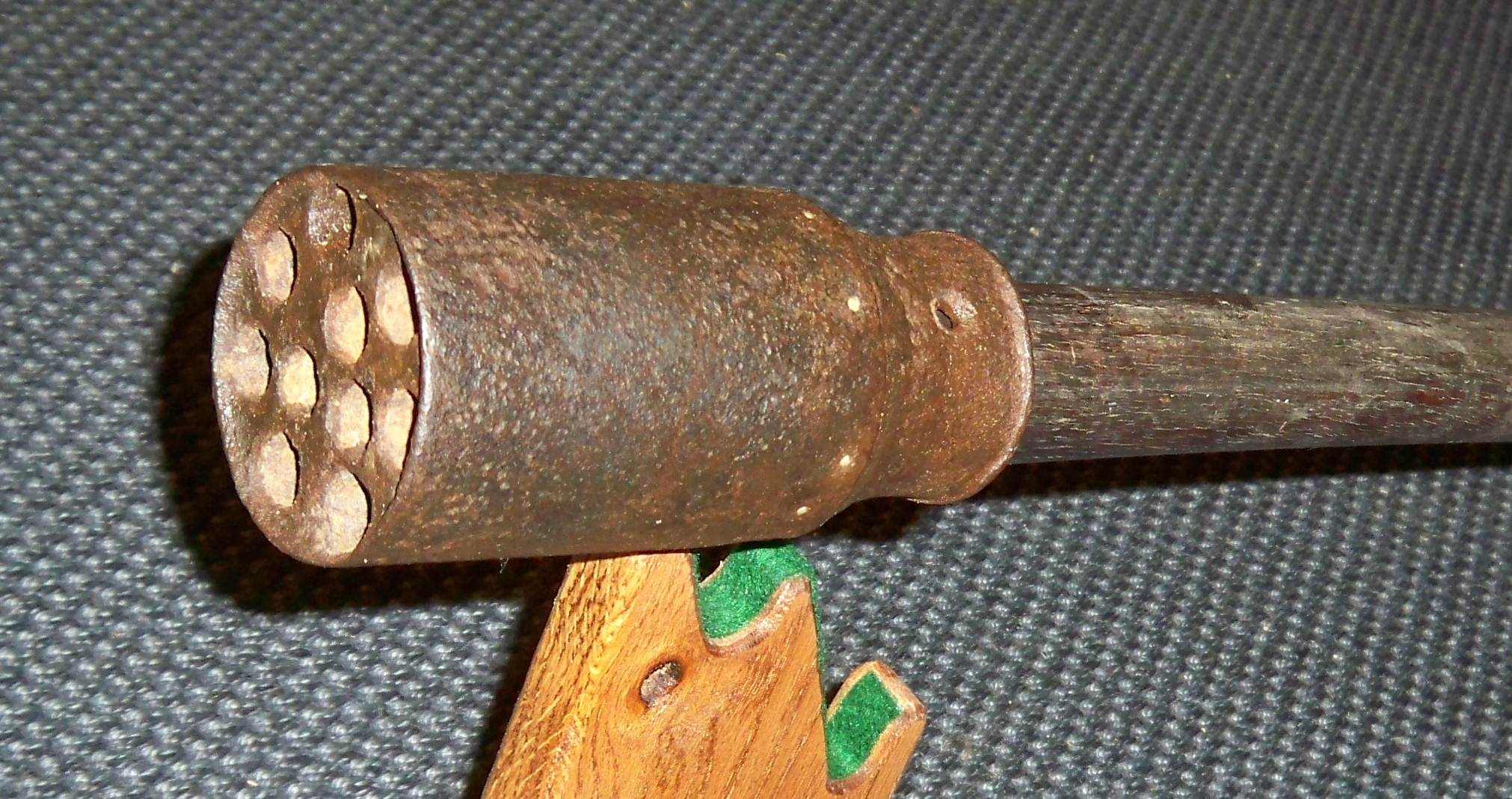
Escopette à dix coups (époque et origine inconnues).

## Citation
« Le casse-membres plom que vomit la pistole,
L’escoupette, arquebuse, et les canons tonnans, »

— Simon Bélyard, Le Guysien, 1592, III, v. 856-857